# Hanshin Tigers

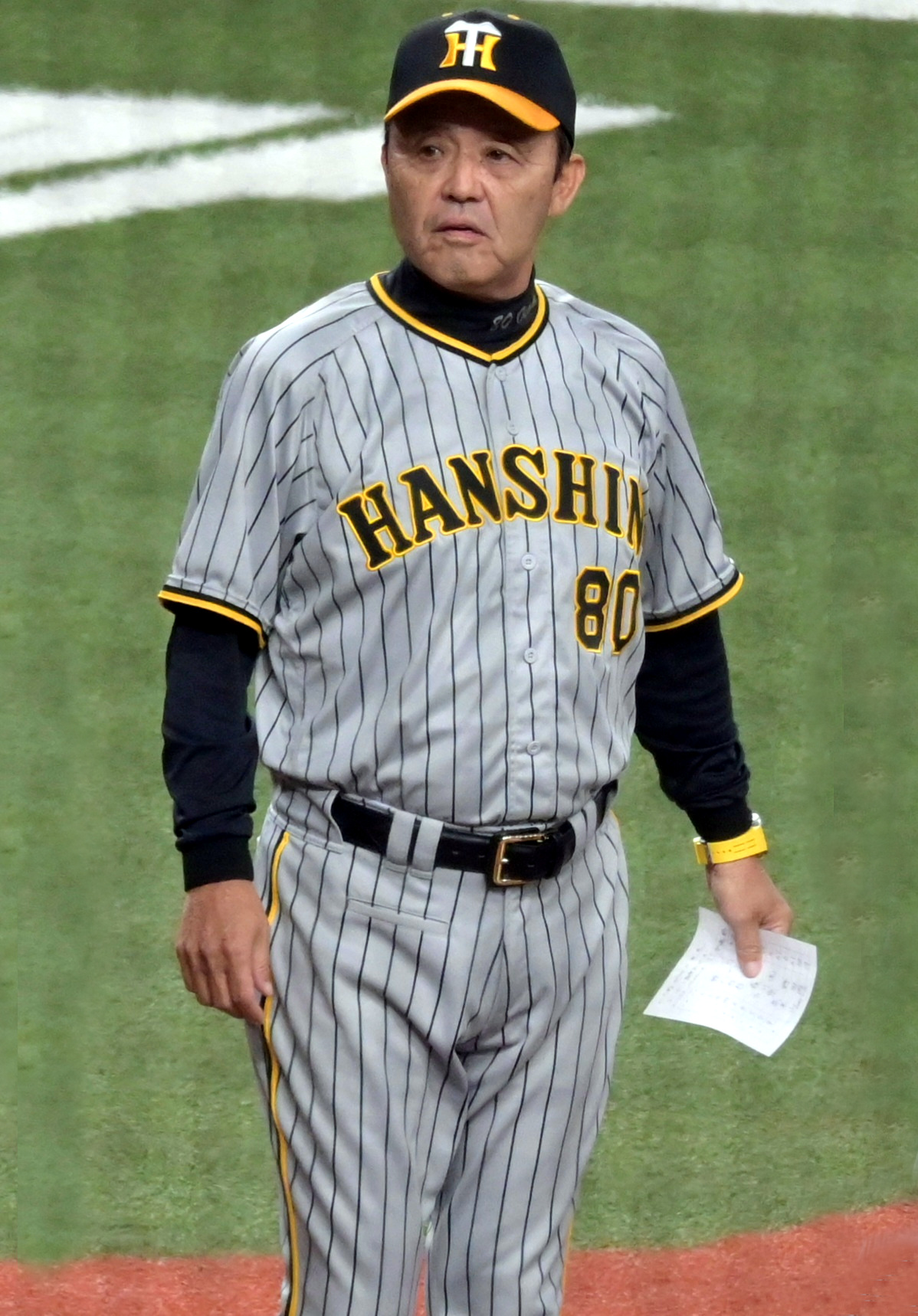

Hanshin Tigers is een Japans honkbalclub uit Nishinomiya, prefectuur Hyōgo. De club werd in 1935 opgericht.
De Tigers spelen hun wedstrijden in de Nippon Professional Baseball. Het stadion van de Tigers heet Koshien Stadium. Ze wonnen de Japan Series in 1985.
Het aantal overwinningen is klein, maar het is een populair team.

## Erelijst
- Winnaar Japan Series (1x): 1985
- Winnaar Central League (5x): 1962, 1964, 1985, 2003, 2005